# Tero Penttilä
Tero Penttilä (ur. 9 marca 1975 w Suomussalmi) – fiński piłkarz grający na pozycji środkowego obrońcy. W swojej karierze 5 razy zagrał w reprezentacji Finlandii.

## Kariera klubowa
Karierę piłkarską Penttilä rozpoczął w klubie Lahden Reipas. W 1992 roku awansował do kadry pierwszego zespołu i wtedy też zadebiutował w jego barwach w pierwszej lidze fińskiej. W 1994 roku odszedł z Reipas do FC Kuusysi i występował w nim do 1996 roku. Wtedy też doszło do fuzji Reipas z Kuusysi, w wyniku której powstał nowy klub, FC Lahti. Penttilä został jego zawodnikiem i grał w nim przez 2 sezony.
W 1999 roku Penttilä został zawodnikiem Haki. W sezonie 1999 wywalczył z Haką mistrzostwo Finlandii.
W 2000 roku Penttilä został piłkarzem szkockiego Rangers. Menedżer klubu Dick Advocaat zapłacił za Fina kwotę 300 tysięcy funtów. Wiosną 2000 Penttilä wywalczył mistrzostwo i Puchar Szkocji, a w sezonie 2001/2002 zdobył krajowy puchar oraz Puchar Ligi Szkockiej. W 2001 roku był wypożyczony z Rangers do Haki. W Rangers rozegrał łącznie 4 ligowe mecze.
W 2002 roku Penttilä przeszedł do HJK Helsinki. Wywalczył z HJK dwa mistrzostwa kraju (2002, 2003), a następnie w 2003 roku zakończył karierę z powodu kontuzji kolana.
| Sezon   | Klub          | Kraj      | Rozgrywki      | Mecze | Bramki |
| ------- | ------------- | --------- | -------------- | ----- | ------ |
| 1992    | Lahden Reipas | Finlandia | Veikkausliiga  | 9     | 0      |
| 1993    | Lahden Reipas | Finlandia | Veikkausliiga  | 0     | 0      |
| 1994    | FC Kuusysi    | Finlandia | Veikkausliiga  | 18    | 0      |
| 1995    | FC Kuusysi    | Finlandia | Veikkausliiga  | 25    | 7      |
| 1996    | FC Kuusysi    | Finlandia | Veikkausliiga  | 27    | 5      |
| 1997    | FC Lahti      | Finlandia | Veikkausliiga  | 26    | 10     |
| 1998    | FC Lahti      | Finlandia | Veikkausliiga  | 19    | 9      |
| 1999    | FC Haka       | Finlandia | Veikkausliiga  | 28    | 3      |
| 1999/00 | Rangers F.C.  | Szkocja   | Premier League | 3     | 0      |
| 2000/01 | Rangers F.C.  | Szkocja   | Premier League | 0     | 0      |
| 2001    | FC Haka       | Finlandia | Veikkausliiga  | 11    | 1      |
| 2001/02 | Rangers F.C.  | Szkocja   | Premier League | 1     | 0      |
| 2002    | HJK Helsinki  | Finlandia | Veikkausliiga  | 20    | 1      |
| 2003    | HJK Helsinki  | Finlandia | Veikkausliiga  | ?     | ?      |

## Kariera reprezentacyjna
W reprezentacji Finlandii Penttilä zadebiutował 26 kwietnia 2000 roku w zremisowanym 0:0 towarzyskim spotkaniu z Polską. Od 2000 do 2003 roku rozegrał w kadrze narodowej 5 meczów.